# Шехич, Эдин
Э́дин Ше́хич (босн. Edin Šehić; род. 3 февраля 1995, Загреб) — боснийский футболист, защитник клуба «Рудеш».

## Клубная карьера
Родился 3 февраля 1995 года в городе Загреб в семье боснийцев из города Завидовичи. Его отец Юсуф тоже был футболистом и играл за местную команду «Кривая» (Завидовичи).
С пятилетнего возраста Эдин начал тренироваться в «Дубраве», а затем присоединился к молодёжной команде «Загреба» в возрасте девяти лет. Три года спустя, в возрасте 12 лет, он стал самым молодым футболистом, который подписал молодёжный контракт с командой «Загреб». В 2013 году Шехич подписал семилетнее соглашение с клубом и был переведён в первую команду, в которой провел четыре сезона, приняв участие в 74 матчах чемпионата.
22 апреля 2017 года Шехич перешёл в «Хайдук» (Сплит), впрочем в новой команде не заиграл и сдавался в аренду в словенский «Рудар» (Веленье), а 9 января 2019 года Шехич расторг контракт с клубом по взаимному согласию.
22 января 2019 года подписал контракт с клубом украинской Премьер-лиги «Ворскла».

## Карьера в сборной
В 2013 году дебютировал в составе юношеской сборной Боснии и Герцеговины, принял участие в 2 играх на юношеском уровне.
В 2014 году привлекался в состав молодёжной сборной Боснии и Герцеговины. На молодёжном уровне сыграл в одном официальном матче.